# Gliese 75
Gliese 75 of HR 511 is een variabele hoofdreeksster, een BY Draconis variabele, van het type K, gelegen in het sterrenbeeld Cassiopeia op 32,75 lichtjaar van de Zon. Sterren van dit type vertonen naar alle waarschijnlijkheid zonnevlekken die voor helderheidsvariaties zorgen.